# HD237040
HD237040 є хімічно пекулярною зорею спектрального класу
B9 й має видиму зоряну величину в смузі V приблизно  9,5.

## Пекулярний хімічний вміст
Зоряна атмосфера GSC3713-1099 має підвищений вміст 
Si
.